# Бланка Наваррская (герцогиня Бретани)
Бланка Наваррская (Бланш; фр. Blanche de Navarre; 1226 — 12 августа 1283) — дочь короля Наварры и графа Шампани Тибо IV и его второй жены Агнессы де Боже. Жена герцога Бретани Жана I.

## Жизнь
Бланка была обручена с Оттом III, графом Бургундии; брачный контракт был подписан 16 января 1236 года. Однако помолвка была разорвана.
Вместо этого Бланка в 1236 году вышла замуж за Жана I, герцога Бретани: главная причина, по которой он женился на Бланке, заключалась в том, что так он мог получить Наварру, и Тибо назначил Жана своим наследником. Тем не менее Жан отказался от своих притязаний после того, как Маргарита де Бурбон родила Тибо двоих сыновей.
В 1270 году Бланка основала аббатство де ла Жуа около Энбона; позже она была там похоронена. Она умерла в 1283 году, пережив шестерых детей. Её муж умер через три года после неё.

## Дети

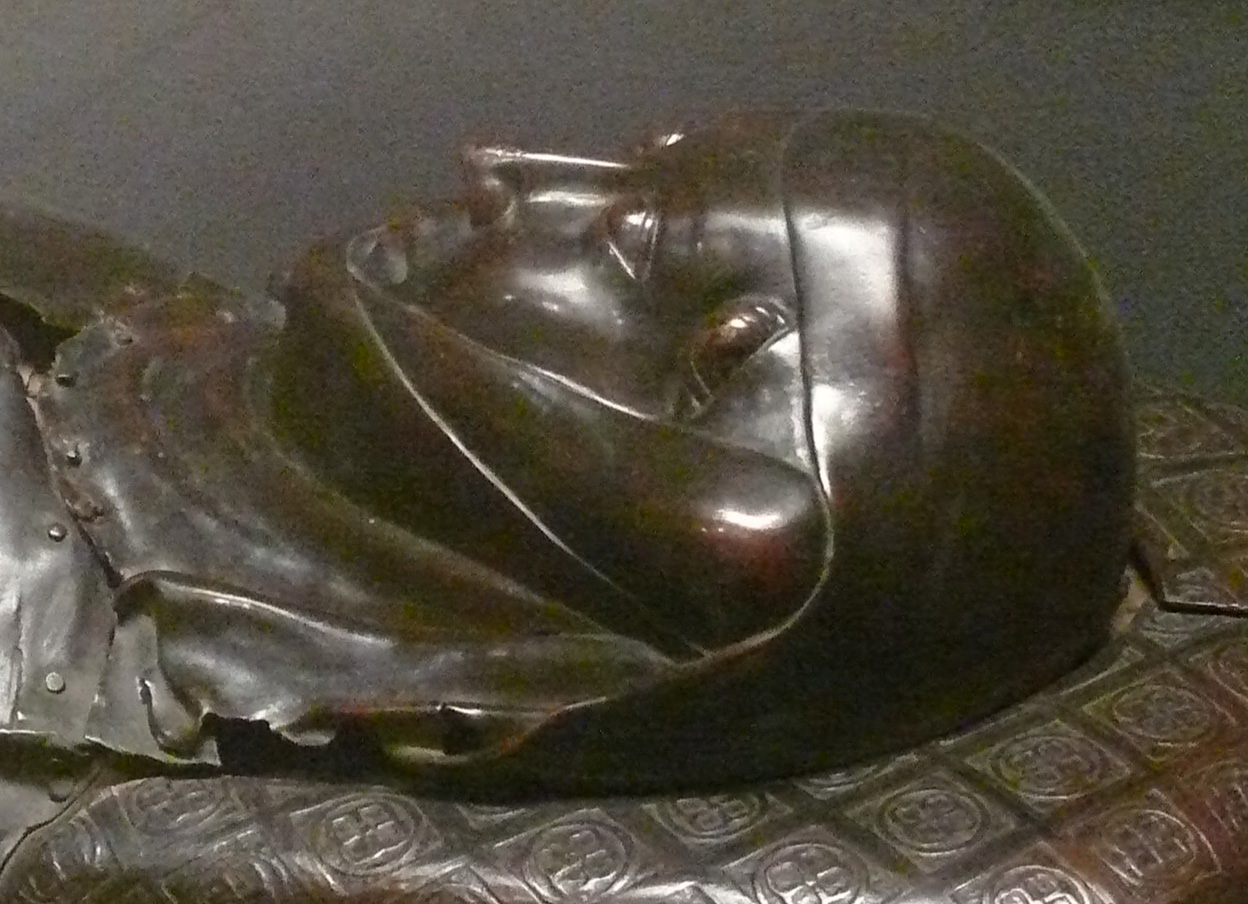
Эффигия Бланки Наваррской

У Бланки и Жана было восемь детей, однако лишь трое старших достигли совершеннолетия:
1. Жан II (3/4 января 1239 — 16 ноября 1305), герцог Бретани (1286—1305), граф Ришмон (1268 − 1305)[3];
2. Пьер (2 апреля 1241 — 19 октября 1268), сеньор Динана, Леона;
3. Алиса (6 июня 1243 — 2 августа 1288), жена Жана I Блуа-Шатиллон, графа Блуа и Шартра;
4. Тибо (23 июля 1245 — 23 октября 1246), умер в детстве;
5. Тибо (9 ноября 1247), умер в детстве;
6. Элеонора (1248), умерла в детстве;
7. Николай (8 декабря 1249 — 14 августа 1251);
8. Робер (6 марта 1251 — 4 февраля 1259), умер в детстве[2].